# Тит Калпурний Сикул
Вижте пояснителната страница за други личности с името Сикул.
Тит Калпурний Сикул (на латински: Titus Calpurnius Siculus) e римски поет от 1 век по времето на Нерон.
От него са запазени еклоги (Eclogae) на седем идилии (т.н. овчарски стихотворения), които са ориентирани по примера на Буколики (Bucolica) на Виргилий. Писал е във форма на прославяне на Нерон.